# 加拉帕戈斯灣

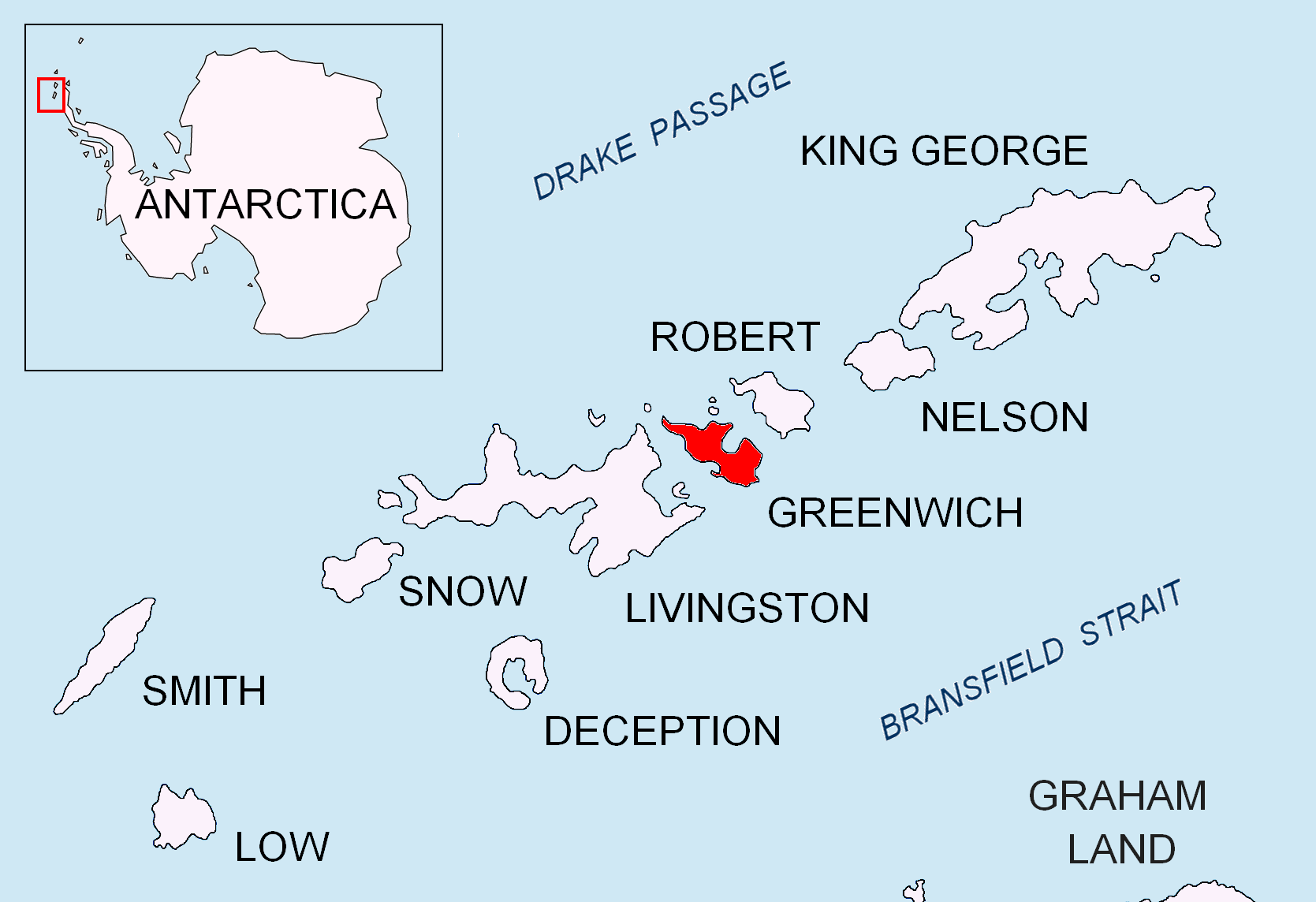

加拉帕戈斯灣（Galápagos Cove），是南極洲的海灣，位於南設得蘭群島的格林尼治島東北岸，入口處在斯帕克角和菲格羅阿角之間，長0.07公里、寬0.21公里，現時由南極條約體系管理。